# Carl Molin (sjukgymnast)
Carl Peter Emanuel Molin, född 2 mars 1869 i Sörby socken, Skåne, död 11 december 1934 i Ängelholm, var en svensk läkare och sjukgymnast.
Carl Molin var son till kyrkoherden Gustaf Abraham Carlsson Molin. Efter mogenhetsexamen i Kristianstad inskrevs han vid Lunds universitet. Molin blev gymnastikdirektör i Stockholm 1894. Han förlade sin gymnastiska verksamhet till ett eget institut i Montreux. 1895–1898 var han gymnastiklärare vid École Guenther och 1896–1896 vid Institution des Essarts. Under somrarna 1900–1901 hade han praktik i Tunbridge Wells och 1902 i Guernsey. 1902 flyttade han till Genève, där han var verksam vid det av honom ägda Svenska gymnastikinstitutet och samtidigt bedrev medicinska studier. Efter schweizisk studentexamen 1903 blev han medicine licentiat 1908 och medicine doktor 1911. 1912 anställdes Molin som lärare i anatomi och sjukgymnastik vid det i London nybildade Centralinstitutet för svensk gymnastik. Under första världskriget avbröts dock hans verksamhet och han återgick till privat praktik, nu i Sheffield, där han även var gymnastiklärare vid en skola. Från 1933 var han bosatt i Ängelholm där han fortsatte sin praktik.